# Schlomo Goren

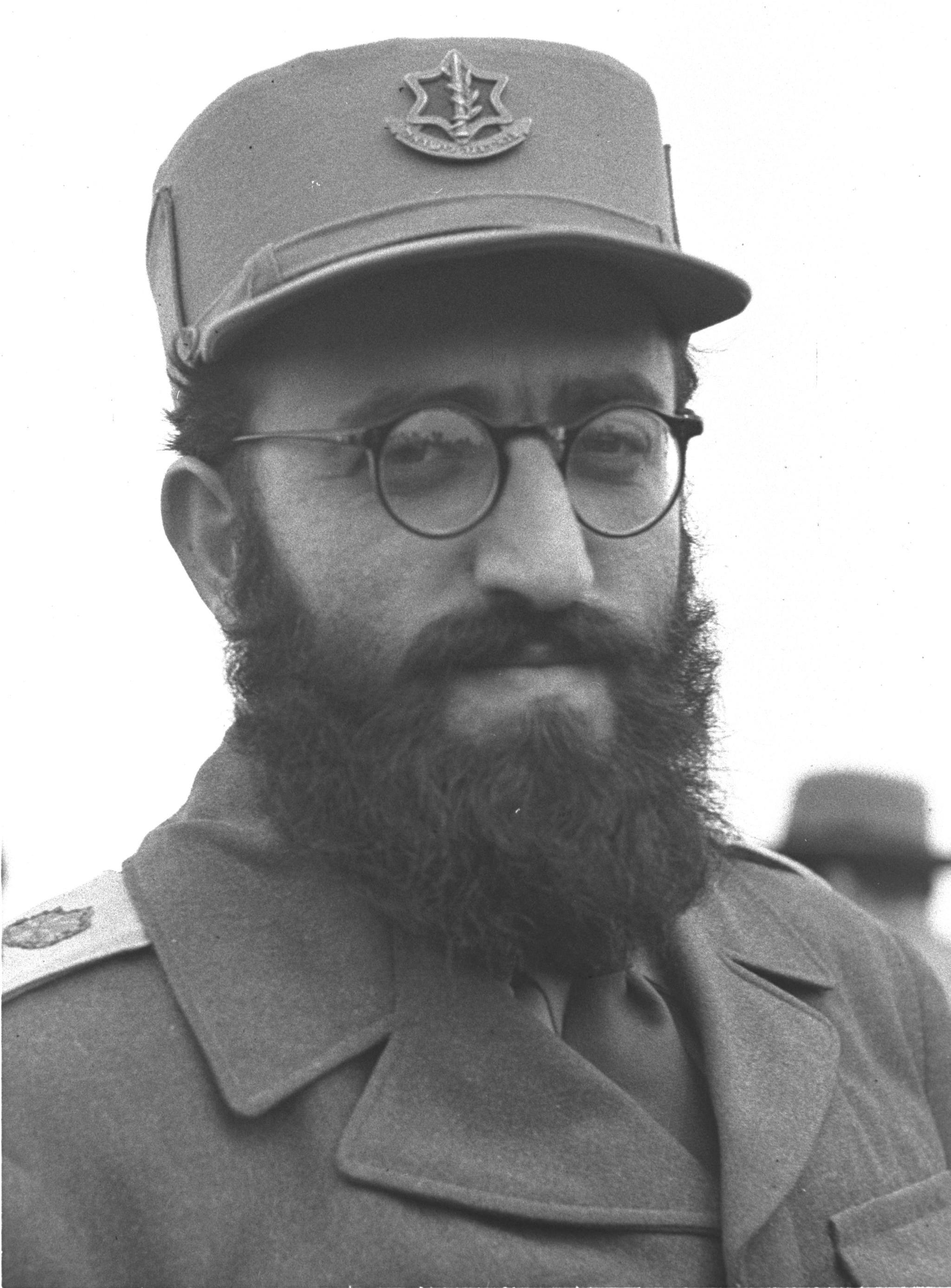
Schlomo Goren, 1949

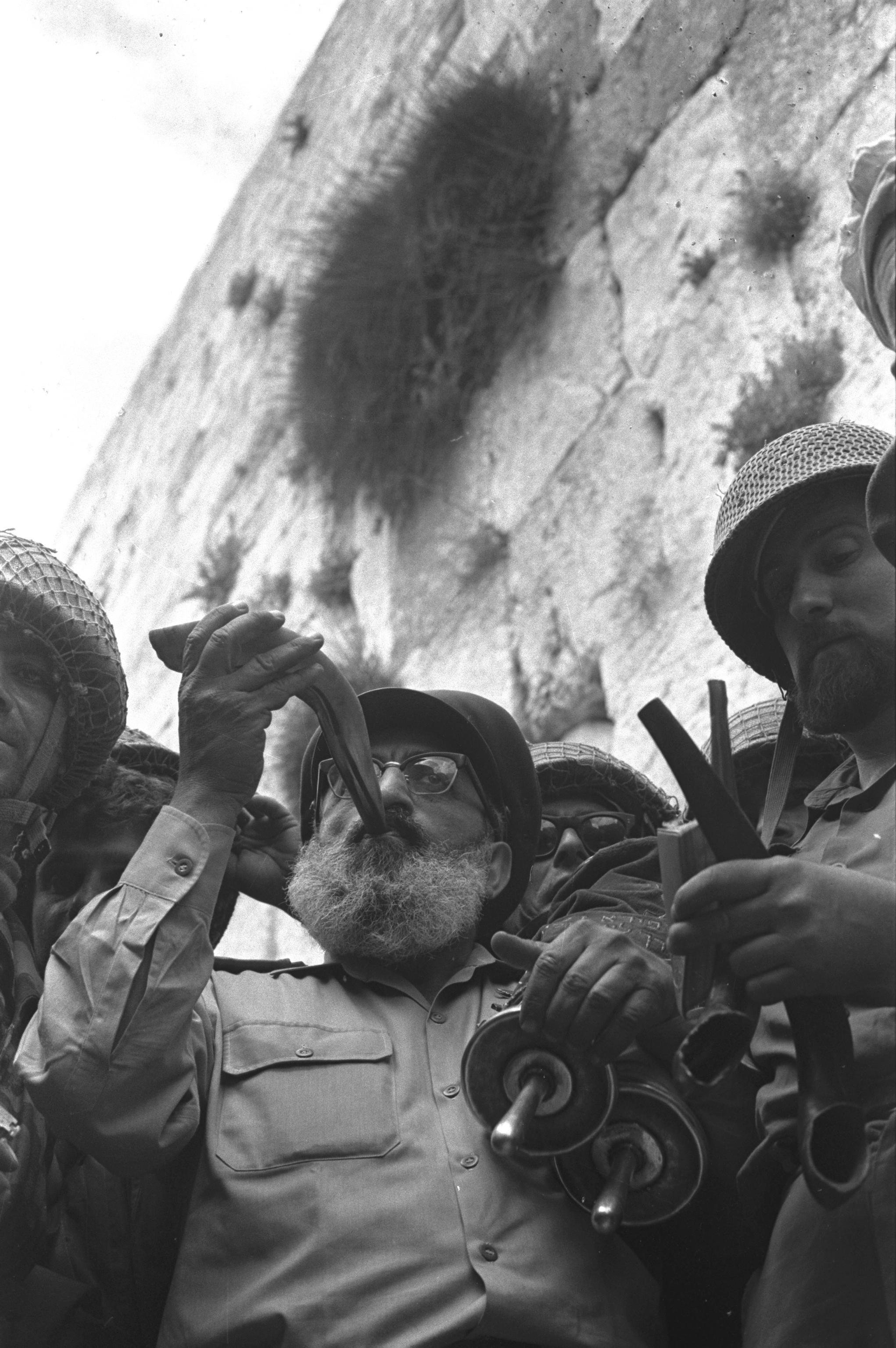
Militärrabbiner Goren mit Schofar und Torarolle an der Klagemauer (1967). Das Foto gewann ikonische Bedeutung; Naomi Schemers Song Jeruschalajim schel Zahav griff das Thema auf: „Wir sind zurückgekehrt zu den Zisternen, zum Marktplatz. Ein Schofar ertönt auf dem Tempelberg, in der Altstadt!“ Bild: David Rubinger.

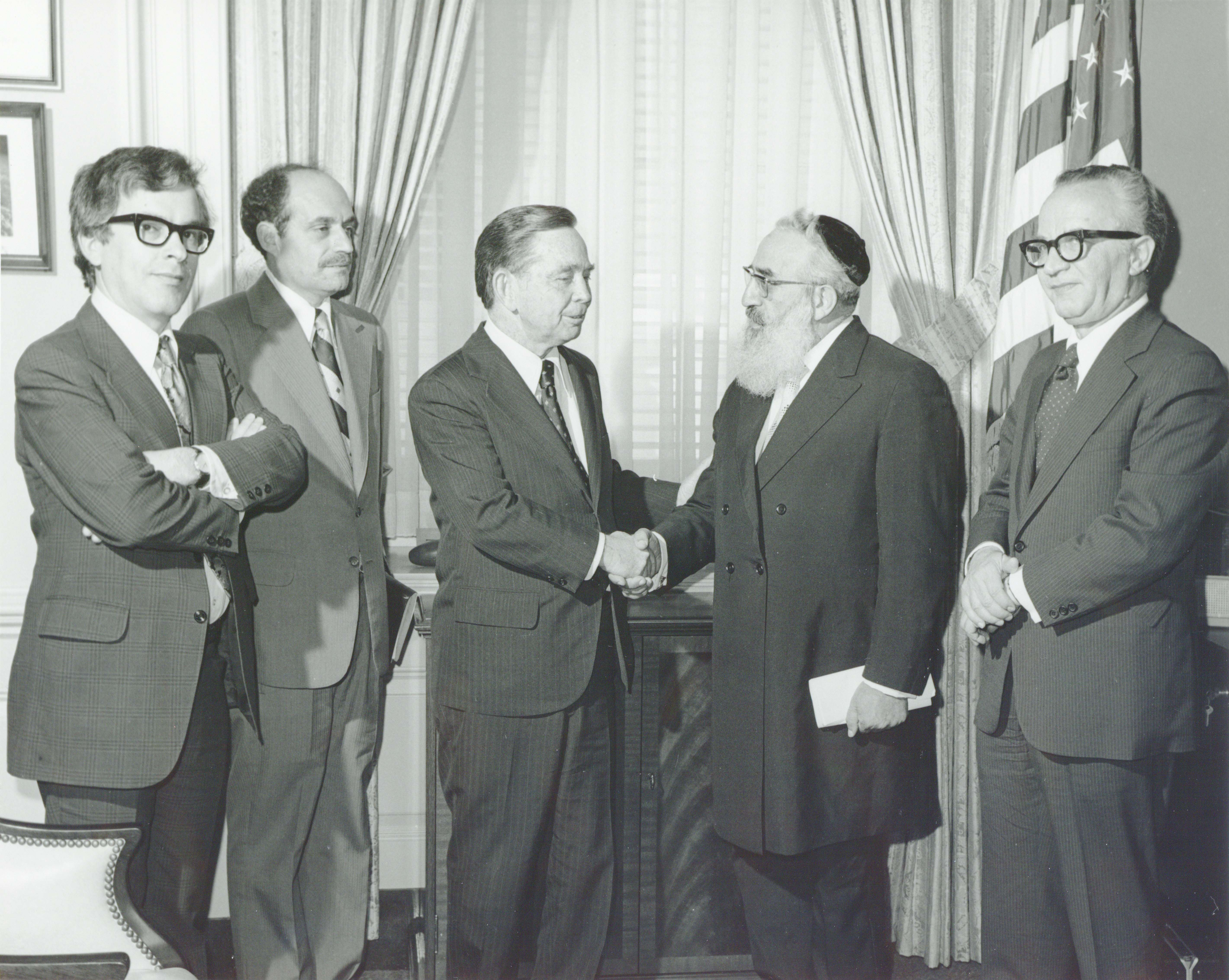
Oberrabbiner Israels Goren und Carl Albert am 18. Juni 1974

Schlomo Goren (* 3. Februar 1917 in Zambrów, Polen als Schlomo Gorenchik; † 29. Oktober 1994 in Tel Aviv; hebräisch שלמה גורן) war ein orthodoxer, religiös-zionistischer Rabbiner in Israel, der das Militärrabbinat der israelischen Streitkräfte gründete und anschließend von 1973 bis 1983 als der dritte Oberrabbiner der Aschkenasim in Israel fungierte. Er diente während dreier Kriege, schrieb mehrere preisgekrönte Bücher zum jüdischen Recht und wurde 1968 zum Oberrabbiner von Tel Aviv ernannt. Von 1973 bis 1983 war er aschkenasischer Oberrabbiner von Israel, danach gründete er die Idra Jeschiwa in Jerusalem, welche er bis zu seinem Tod leitete (Idra auf Aramäisch bedeutet Goren auf Hebräisch, Scheune auf Deutsch).

## Leben

### Kindheit
Schlomo Goren wurde in Polen geboren und immigrierte im Jahr 1925 mit seiner Familie in das Britische Mandatsgebiet Palästina. Er wuchs in Kfar Hasidim auf, einem Dorf von religiösen Juden nahe Haifa, das sein Vater mitbegründete. Er besuchte im Alter von zwölf Jahren die Hebron-Jeschiwa in Jerusalem, wo er als Wunderkind bezeichnet wurde. Sein erstes Buch „Heilige Krone“ (נזר הקודש) mit religiöser Thematik wurde veröffentlicht, als er siebzehn Jahre alt war.

### Militärkarriere
Gorens Karriere war gekennzeichnet durch die Hingabe zu den religiös-zionistischen Werten seiner Jugend. Er meldete sich 1936 freiwillig bei der Haganah und war während des Palästinakrieges als Kaplan für den Bereich Jerusalem tätig, wo er auch als Fallschirmjäger geprüft und qualifiziert wurde. Letztlich wurde er in den Rang eines Brigadegenerals befördert. Nach der Gründung des Staates Israel wurde Goren, mit dem Rang eines Generalmajors (Aluf), zum Oberrabbiner des Militärrabbinats der IDF ernannt; diese Position hatte er bis 1968 inne.
Goren diente unter anderem während der Suezkrise 1956 und im Sechstagekrieg von 1967. Er war auch während der Einnahme des jordanischen Ost-Jerusalem am 7. Juni 1967 anwesend, wo er ein Dankgebet sprach, das live in ganz Israel übertragen wurde. Kurz danach hielt Goren, in das Schofar blasend und eine Torarolle tragend, das erste jüdische Gebet an der Klagemauer (Westmauer) seit 1948 ab. Diese Begebenheit war einer der prägenden Momente des Krieges, und die Fotos von Goren, umringt von betenden Soldaten, wurden nicht nur in Israel sehr berühmt. Nachdem er am 16. August 1967 zu Tischa beAv mit Begleitern auf dem Haram al-Sharif (Tempelberg) gebetet hatte, schritt Mosche Dajan ein und verbot solche Aktionen.
Im Jahr 1972 zog er sich aus dem Militärdienst zurück, im selben Jahr wurde er zum Oberrabbiner der Aschkenasim erwählt.

## Kontroversen
Goren war für seine kontroversen Positionen bezüglich jüdischer Hoheit über den Tempelberg bekannt. Eine weit verbreitete Geschichte über Goren gibt an, dass der Rabbiner kurz nach der Einnahme des Tempelberges durch israelische Truppen entweder eine Zerstörung der Al-Aqsa-Moschee und des Felsendoms durch diese befürwortet oder lediglich gesagt haben soll, eine versehentliche Zerstörung der Bauwerke wäre eine „gute Sache“ gewesen. Dieser Vorwurf des Aufrufs zur Zerstörung der Moscheen wurde von General Uzi Narkiss, einem Augenzeugen in einem Interview mit der Tageszeitung Haaretz erhoben. Gorens Assistent Menachem Ha-Cohen, der an diesem historischen Tag bei ihm war, verneinte, jemals eine solche Aussage von Goren gehört zu haben. Goren selbst stritt den Vorwurf mehrere Male ab. Allerdings sprach er später im gleichen Jahr auf einer Militärtagung, die auch im Radiosender der israelischen Armee übertragen wurde, über Felsendom und Al-Aqsa-Moschee: „Natürlich hätten wir es sprengen sollen. Es ist eine Tragödie, dass wir es nicht getan haben.“

## Auszeichnungen
Für seine Schrift Ha-Yerushalmi ha-Meforash, eine Kommentierung des Jerusalemer Talmuds, erhielt Goren im Jahr 1961 den Israel-Preis im Bereich Rabbinische Literatur. Die Bar-Ilan-Universität verlieh ihm 1980 die Ehrendoktorwürde.